# Holger Seebach
Holger Seebach (Aarhus, 17 marzo 1922 – Odense, 30 agosto 2011) è stato un calciatore danese, di ruolo attaccante.

## Carriera

### Club
Ha sempre giocato nel campionato danese.

### Nazionale
Giocò per la nazionale danese, scendendo in campo 17 volte e vincendo la medaglia di bronzo ai Giochi della XIV Olimpiade del 1948.

## Palmarès

### Club

#### Competizioni nazionali
- Campionato danese: 2

AB: 1950-1951, 1951-1952

### Nazionale
- Bronzo olimpico: 1

Londra 1948